# Larry Young
Larry Young, también conocido como Khalid Yasin, fue un organista estadounidense de jazz. 

## Biografía
Nacido el 7 de octubre de 1940 en Newark, Nueva Jersey, Larry Young comenzó estudiando piano clásico y de jazz, pero su inclinación natural hacia el Hammond (su padre, organista, fue su primera influencia) lo hicieron adoptar pronto este instrumento. Tras una adolescencia de cierta inactividad musical, en 1958 irrumpe en la escena de Nueva York y Nueva Jersey al lado de músicos como Lou Donaldson, Kenny Dorham, Hank Mobley y Tommy Turrentine, entre otros, y muy pronto comienza a dirigir sus propias formaciones.
Testifying, su primera grabación para Prestige Records, ve la luz en 1960; en el mismo año aparece Young Blues seguido de Groove Street (1962), y en 1964 el artista firma con Blue Note Records para publicar Into Somethin. A finales de ese año se traslada a París con su cuarteto para, según sus propias palabras, «poder expresar una mayor diversidad de emociones e ideas a través de la música», pero Young no tenía intención de permanecer mucho tiempo en Europa y vuelve a su país de origen, tras dos meses en la capital francesa y uno en Alemania.
Unity (1965), con Joe Henderson, Woody Shaw y Elvin Jones es su gran obra maestra y aún hoy está considerado como una de las obras cumbres de la historia del jazz, pero tras ese álbum, Young se ve atraído por el mundo del fusion jazz y aparece junto a John McLaughlin y Tony Williams en los créditos del álbum de Miles Davis Bitches Brew (1969), verdadera piedra angular del nuevo estilo. Con McLaughlin y Williams forma The Tony Williams Lifetime, una de las primeras bandas de fusión post-Davis y tras ello se suceden una serie de colaboraciones con otros artistas. Larry Young's Fuel (1975), Spaceball (1976) y The Magician (1977) son los últimos trabajos en solitario que Young publica antes de su fallecimiento, que tiene lugar en 1978 por complicaciones derivadas de la neumonía.

## Estilo y valoración
Si Jimmy Smith fue "el Charlie Parker del órgano", Larry Young fue el John Coltrane de su instrumento. Claramente influenciado por Smith en sus primeras grabaciones para Prestige, el paso a Blue Note Records hizo de él un o de los grandes innovadores del jazz. La influencia post-bop de Coltrane se hace progresivamente más evidente en el toque de Young, que se convierte en uno de los principles exponentes del jazz modal en su instrumento, y sus composiciones se van volviendo más complejas y exploratorias. Su Unity (1965) permanece como una de las grandes obras maestras del jazz, y sus trabajos con John McLaughlin y Tony Williams lo sitúan como uno de los grandes pioneros del jazz fusion, aunque su obra se vuelve más errática conforme avanza la década de 1970.
Responsable directo del paso del órgano del estilo bluesy representado por Jimmy Smith a una aproximación más free, revolucionando de arriba abajo la técnica del instrumento, Larry Young es también conocido por su afición a desarrollar duetos con su baterista, que en su caso fue siempre Eddie Gladden. El músico fue también un destacado compositor, y entre sus creaciones se encuentran algunos estándares como «Paris Eyes» o «Backup».

## Discografía

### Como líder
Prestige Records
- 1960: Testifying
- 1960: Young Blues
- 1962: Groove Street

Blue Note Records
- 1964: Into Somethin'
- 1965: Unity
- 1966: Of Love and Peace
- 1967: Contrasts
- 1968: Heaven on Earth]]
- 1969: Mother Ship

Otros
- 1973: Lawrence of Newark (Perception)
- 1975: Fuel (Arista)
- 1975: Spaceball (Arista)
- 1977: The Magician (Acanta/Bellaphon)

### Comosideman
Con Tony Williams
- Emergency]] (1969, Polydor)
- Turn It Over (1970, Polydor)
- Ego (1971, Polydor)

Con Grant Green
- Talkin' About! (1963, Blue Note)
- Street of Dreams]] (1964, Blue Note)
- I Want to Hold Your Hand (1965, Blue Note)

Con Miles Davis
- Bitches Brew (1969, Columbia)
- Big Fun

Con Joe Chambers
- Double Exposure (1978, Muse)

Con John McLaughlin
- Devotion (1969, Douglas)
- Love Devotion Surrender, Con Carlos Santana (1972, Columbia)